# Église Saint-Étienne de Valros
 (août 2022).
Si vous disposez d'ouvrages ou d'articles de référence ou si vous connaissez des sites web de qualité traitant du thème abordé ici, merci de compléter l'article en donnant les références utiles à sa vérifiabilité et en les liant à la section « Notes et références ».
L'église Saint-Étienne de Valros est une église paroissiale sur la commune de Valros, dans le département français de l'Hérault.

## Historique
L'église paroissiale - dédiée actuellement à saint Étienne, diacre et premier martyr - devait l'être jusqu'au XVIe siècle à saint Martin. C'est en 1515 qu'Antoine du Bois, évêque de Béziers, consent à ce que la cure de saint Martin de Valros soit unie à l'église cathédrale.
Auparavant, comme celle de Montblanc, la paroisse de Valros dut faire partie de l'archidiaconat de Cabrières jusqu'en 1414, puis l'archiprétirée de Cazouls.
La plus grande partie du monument et la partie haute du clocher, en pierre de taille, sont du XVe siècle (date inscrite au-dessus du chœur : 1425).
L'église était autrefois, jusqu'à la Révolution, entourée du cimetière. Les familles les plus anciennes avaient leurs tombes dans l'église, sous leurs bancs.
L'église est inscrite au titre des monuments historiques par arrêté du 5 juillet 1988.

## Description
L'église est un bel ensemble gothique aux lignes pures. Un premier édifice se trouvait là au XIVe siècle. Il n'en reste que les bases du mur ouvert et du clocher, qui sont bâties de pierres irrégulières.
La nef, à trois travées, est voutée d'ogive. Les arcs sont d'un profil complexe, les ogives se compénètrent dans leurs retombées. La dernière travée est plus basse que les autres.
Le sanctuaire, plus bas encore, est vouté d'ogives et éclairé de cinq fenêtres à lancettes.
Deux clefs de voute de la nef sont sculptées : un agneau pascal et un monogramme, l'étoile de David.
De l'église, on gagnait le cimetière par la "porte des morts", sur la droite ; porte aujourd'hui murée à sa base et vitrée dans sa partie haute.
On remarque sur trois des piliers principaux, que les croix peintes sur l'emplacement des onctions faites lors de la consécration de l'église, l'ont été par deux fois. L'histoire de la région nous apprend en effet, que de 1562 à 1580, la province fut le théâtre de nombreux combats, pillages, destructions et profanation de bâtiments religieux. L'église de Valros dut, comme celles du voisinage, être pillée, profanée, et par la suite reconsacrée. De là proviennent les deux croix sur les piliers.

## Mobilier
L'église possède notamment un très beau Saint Jacques en bois doré et une magnifique Vierge à l'enfant. Une procession dans le village avec cette dernière aurait mit fin à une épidémie de choléra en 1854.
Valros fête l'anniversaire de cette guérison chaque année, le 31 août.
Citons aussi, dominant l'autel, un Christ provenant vraisemblablement d'une ancienne confrérie de pèlerins à Saint-Jacques-de-Compostelle, et un buste de saint Eutrope.
Enfin, l'ancienne table sainte en fer forgé qui ferme le chœur mérite l'attention.
Deux cloches, postérieures - comme dans beaucoup d'églises de la région - aux guerres de religion, sont présentes : la première date de 1698.
On peut lire : "De la foudre et de la tempête délivrez nous Seigneur" et "Saint Etienne, priez pour nous".